# Utzenstorf
Utzenstorf là một đô thị thuộc huyện Emmental, bang Bern, Thụy Sĩ. Đô thị này có diện tích 16,94 km2, dân số thời điểm tháng 12 năm 2020 là 4430 người.